# Óscar Montalvo
Óscar Montalvo Finetti (Puerto Pimentel, Perú, 20 de marzo de 1937 - noviembre del 2006) fue un futbolista peruano que jugaba como mediocampista.

## Trayectoria
Como futbolista destacó sus inicios  por el Deportivo Municipal, club donde permaneció gran parte de su carrera. 
Fue uno de los integrantes que participaron junto al Sport Boys en la denominada "Gira por los cuatro continentes" en 1960. En su país jugó también por Ciclista Lima. 
Emigró al fútbol español donde militó en el Deportivo La Coruña entre 1962 y 1967.
Se retiró en 1971 en Deportivo Municipal
Luego de su carrera como futbolista trabajó como entrenador, lo hizo en el Carlos Mannucci de Trujillo en 1972, Deportivo Junín en 1974. 
En 1980 entrenó al Barcelona de la Liga de Surquillo; asimismo entrenó al Sporting Cristal entre septiembre  y diciembre de  1988. Además de desempeñarse como "descubridor de talentos" para Deportivo Municipal, siendo el responsable de introducir al club a Jefferson Farfán (fue su primer entrenador en el fútbol infantil, cuando la foquita solo tenía 8 años).

## Selección nacional
Debutó con selección nacional peruana a fines de la década de los 50, siendo parte del combinado nacional que disputó en el Campeonato Sudamericano de Argentina en 1959, conformado por una de las mejores delanteras de la historia del fútbol peruano: Gómez Sánchez, Loayza, Joya, Terry y Seminario. Estuvo presente en la goleada a la Selección inglesa por 4:1. Con la selección peruana disputó siete partidos en total dejando una grata impresión.

### Participaciones en Copas América
| Copa                         | Sede      | Resultado    | PJ | Goles |
| ---------------------------- | --------- | ------------ | -- | ----- |
| Campeonato Sudamericano 1959 | Argentina | Cuarto lugar | 1  | 0     |

## Clubes

### Como jugador
| Equipo              | País   | Temporadas  | Partidos | Goles | Promedio |
| ------------------- | ------ | ----------- | -------- | ----- | -------- |
| Deportivo Municipal | Perú   | 1957 - 1961 | 76       | 38    | 0.52     |
| Ciclista Lima       | Perú   | 1962        | 9        | 2     | 0.08     |
| Deportivo La Coruña | España | 1962 - 1967 | 107      | 30    | 0.18     |
| Real Oviedo         | España | 1967 - 1968 | 25       | 6     | 0.12     |
| Deportivo Municipal | Perú   | 1968 - 1971 | 62       | 7     | 0.30     |
| Total               | 279    | 83          | 0.21     |       |          |

### Como entrenador
| Carlos A. Mannucci | Perú  | 1972  | 30 | 7  | 10 | 13 | 41.67% |
| Deportivo Junín    | Perú  | 1974  | 7  | 2  | 4  | 3  | 32.15% |
| Sporting Cristal   | Perú  | 1988  | 22 | 11 | 6  | 5  | 32.15% |
| Total              | Total | Total | 59 | 20 | 20 | 21 | 38.64% |